# Nghệ thuật gốm sứ

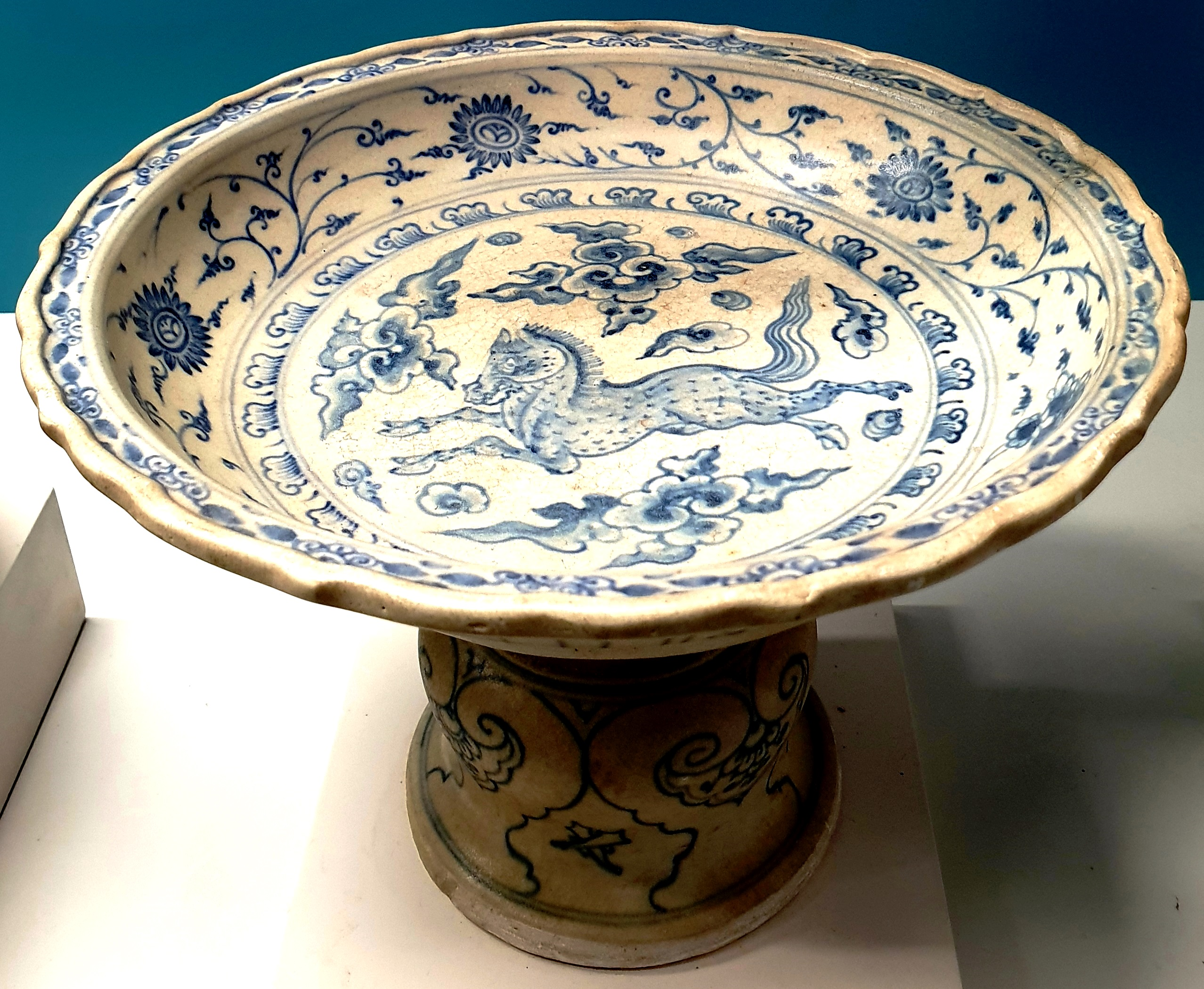
Nghệ thuật gốm sứ thời nhà Lê

Nghệ thuật gốm sứ (Ceramic art) là những tác phẩm nghệ thuật được làm từ vật liệu gốm, sành, sứ, đất nung bao gồm cả các vật liệu đất sét các loại. Nghệ thuật gốm sứ có thể có nhiều hình thức thể hiện khác nhau, bao gồm đồ gốm mang tính nghệ thuật, như bộ đồ ăn, ngói, bức tượng và những tác phẩm điêu khắc khác. Là một trong nghệ thuật tạo hình, nghệ thuật gốm sứ là một thể loại tạo hình mỹ thuật, trong khi một số loại đồ gốm sứ được coi là đồ mỹ thuật, chẳng hạn như đồ gốm, đồ mỹ nghệ hoặc đồ điêu khắc, hầu hết đều được coi là thuộc về phạm trù nghệ thuật trang trí, thiết kế công nghiệp hoặc nghệ thuật ứng dụng. Nghệ thuật gốm sứ có thể được tạo ra từ bàn tay của một nghệ nhân hoặc dưới tay một nhóm nghệ nhân, trong một xưởng gốm hoặc một nhà máy gốm sứ với một nhóm thiết kế và sản xuất đồ nghệ thuật.
Ở Anh và Hoa Kỳ, gốm sứ hiện đại như một nghệ thuật lấy cảm hứng từ phong trào ghệ thuật và thủ công diễn ra vào đầu thế kỷ XX, dẫn đến sự hồi sinh của đồ gốm được coi là một nghề thủ công đặc biệt hiện đại. Những nghề thủ công như vậy nhấn mạnh đến các kỹ thuật sản xuất phi công nghiệp truyền thống, sự trung thành với chất liệu, kỹ năng của từng người làm, chú ý đến tiện ích và không trang trí quá mức vốn đặc trưng của thời đại Victoria. Đồ đất nung là đồ gốm chưa được nung thành thủy tinh hóa và do đó có khả năng thấm nước. Nhiều loại đồ gốm đã được làm từ đất nung là từ thời xa xưa nhất, và cho đến thế kỷ XVIII, đây là loại đồ gốm phổ biến nhất bên ngoài vùng Viễn Đông. Đồ đất nung thường được làm từ đất sét, thạch anh và fenspat. Đồ sành, một loại đồ đất nung, là loại đất sét không tráng men hoặc tráng men gốm. Đồ sành là một dạng gốm thủy tinh hoặc gốm bán thủy tinh được làm chủ yếu từ đất sét đồ đá hoặc đất sét nung không vật liệu chịu lửa.

## Chú thích

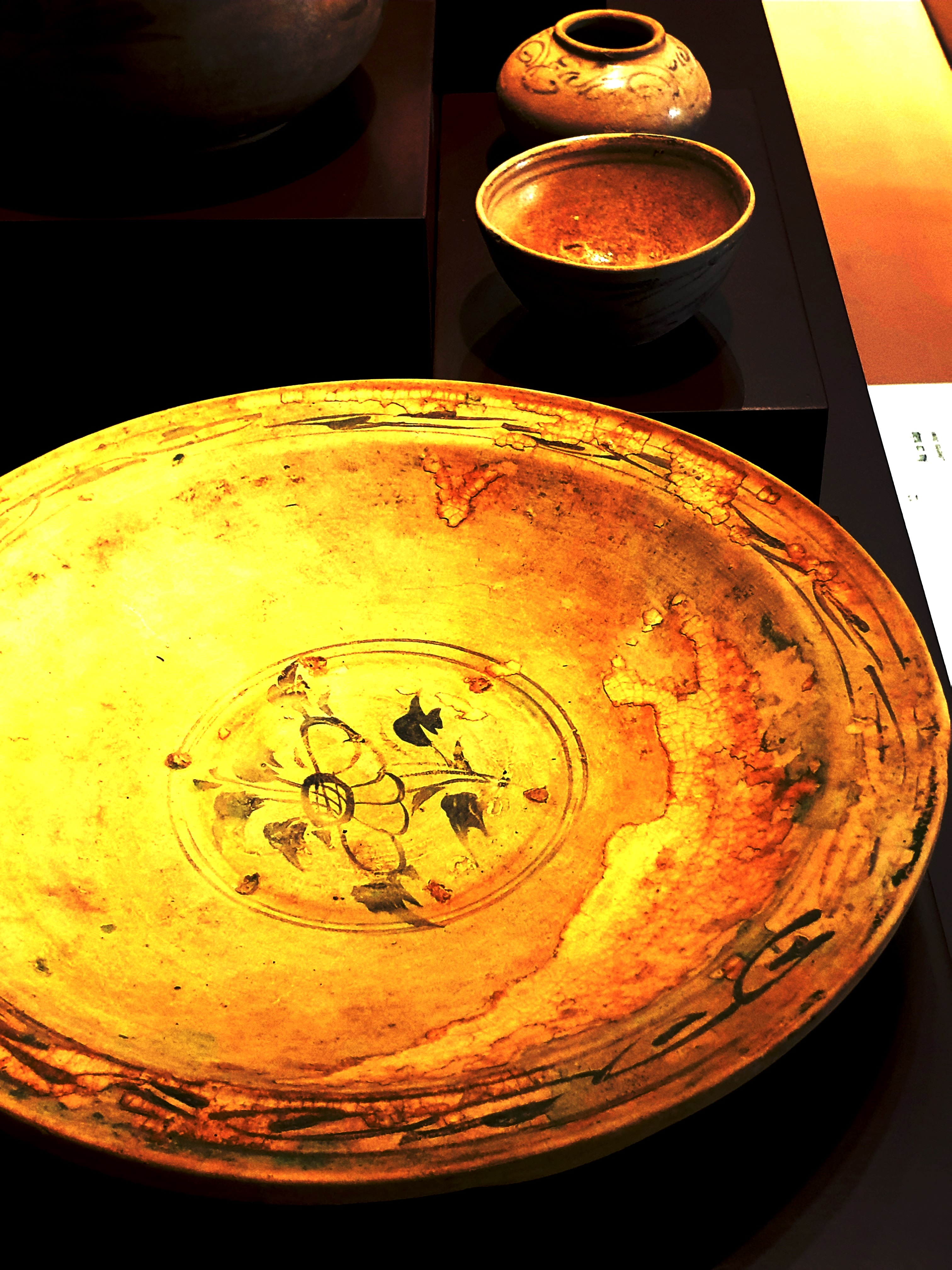
Dĩa gốm thời nhà Trần

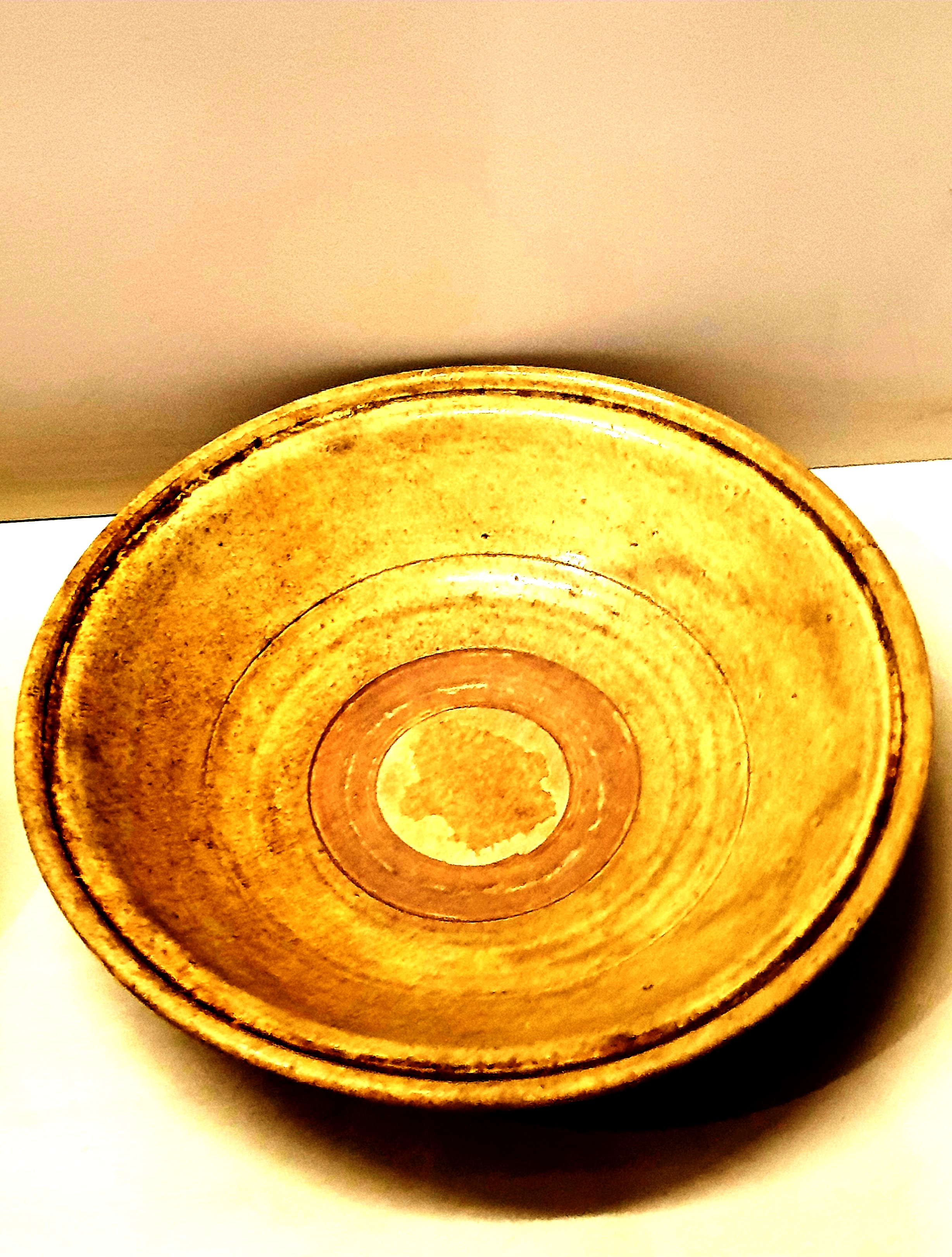
Đồ gốm thời Chămpa

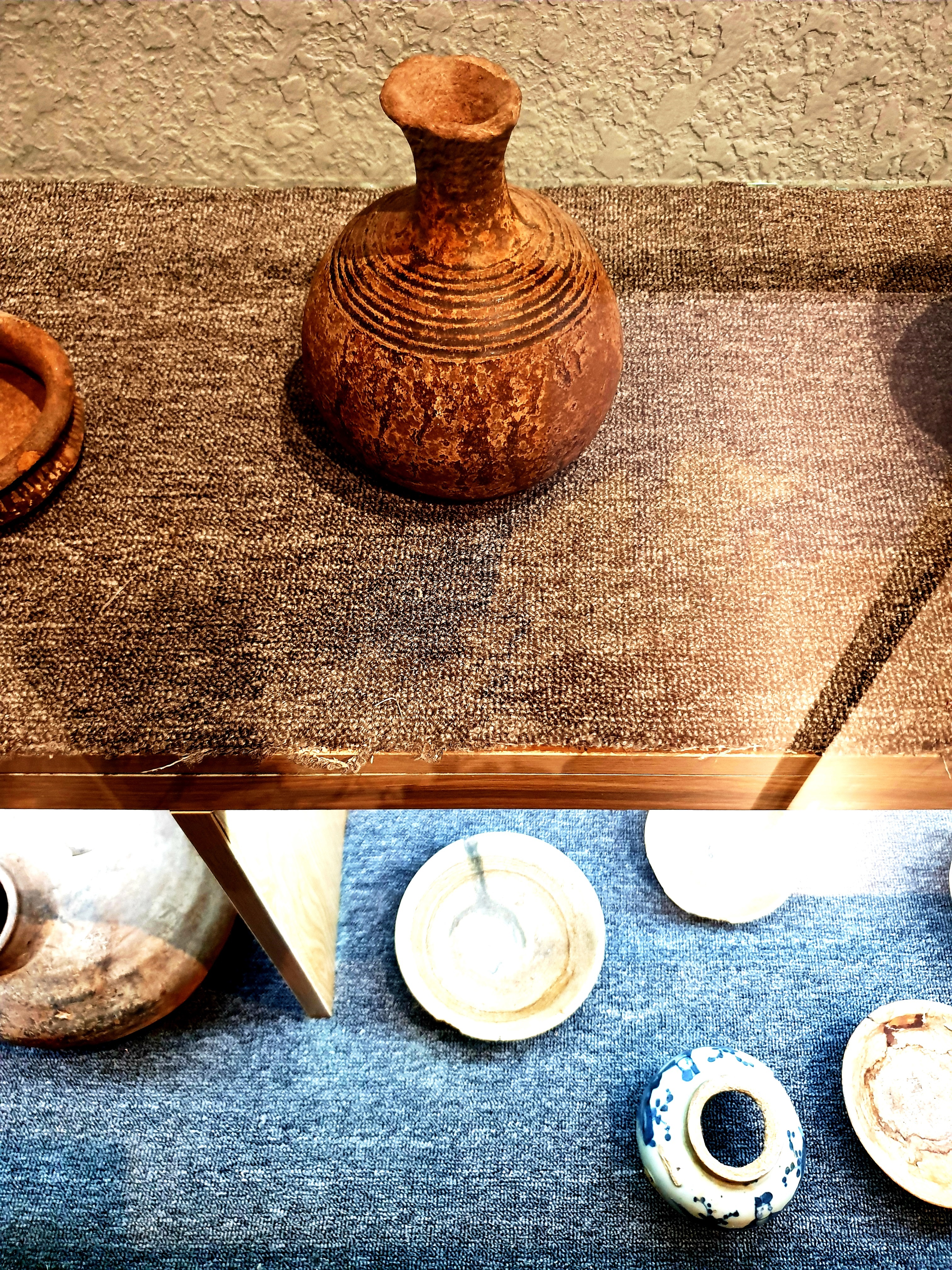
Đồ gốm thời Óc Eo